# Perseguição aos cristãos

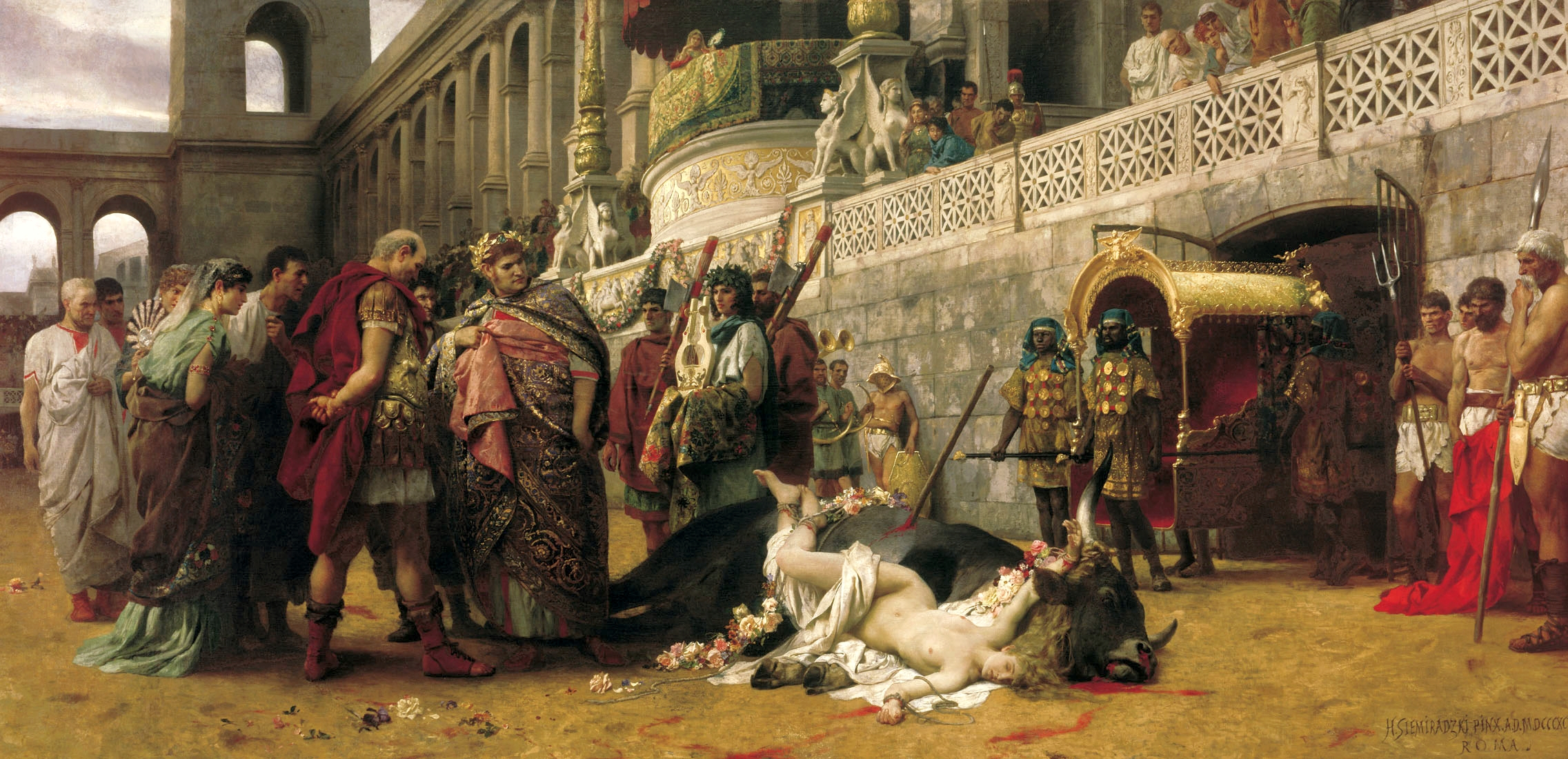
Uma mulher cristã é martirizada sob Nero numa recriação do mito de Dirce (pintado por Henryk Siemiradzki, 1897, Museu Nacional de Varsóvia).

A perseguição aos cristãos pode ser historicamente traçada desde o primeiro século da Era Cristã até os dias atuais. Missionários cristãos e convertidos ao cristianismo têm sido alvos de perseguição, algumas vezes ao ponto de serem martirizados por sua fé, desde o surgimento do cristianismo.
Os primeiros cristãos foram perseguidos tanto pelos judeus, cuja religião deu origem ao cristianismo, quanto pelos romanos, que controlavam muitos dos primeiros centros do cristianismo no Império Romano. Desde o surgimento dos Estados cristãos na Antiguidade Tardia, os cristãos também foram perseguidos por outros cristãos devido a diferenças na doutrina que foram declaradas heréticas. No início do quarto século, as perseguições oficiais do império foram encerradas pelo Édito de Tolerância de Galério em 311 e a prática do cristianismo foi legalizada pelo Édito de Milão em 312. Até o ano 380, os cristãos começaram a se perseguir mutuamente. Os cismas da antiguidade tardia e da Idade Média – incluindo o Grande Cisma e as muitas controvérsias cristológicas – juntamente com a posterior Reforma Protestante provocaram conflitos severos entre denominações cristãs. Durante esses conflitos, membros das várias denominações frequentemente se perseguiram e se envolveram em violência sectária. No século XX, as populações cristãs foram perseguidas, às vezes até o ponto de genocídio, por vários Estados, incluindo o Império Otomano e seu Estado sucessor, que cometeram os massacres hamidianos, o genocídio armênio, o genocídio assírio e o genocídio grego, e por Estados ateus como os do antigo bloco oriental.
A perseguição aos cristãos tem continuado a ocorrer durante o século XXI. O cristianismo é a maior religião mundial e seus seguidores vivem em todo o globo. Aproximadamente 10% dos cristãos do mundo são membros de grupos minoritários que vivem em Estados não majoritariamente cristãos. A perseguição contemporânea aos cristãos inclui a perseguição oficial do estado, que ocorre principalmente em países localizados na África e Ásia devido à presença de religião estatal ou porque seus governos e sociedades praticam o favoritismo religioso. Esse favoritismo é frequentemente acompanhado de discriminação religiosa e perseguição religiosa.
De acordo com a Lista Mundial da Perseguição de 2024 da organização Portas Abertas, que monitora e relata as condições enfrentadas por cristãos em diferentes regiões, os países onde os cristãos enfrentam perseguição extrema incluem Afeganistão, Arábia Saudita, Somália, Líbia, Eritreia, Iêmen, Nigéria, Paquistão, Sudão, Irã, Coreia do Norte, Índia e Síria; os cristãos também sofrem com algum tipo de hostilidade ou são perseguidos em países como Mianmar, Laos, Argélia, Mali, Mauritânia, Israel, Iraque, Maldivas e Bangladexe. Grande parte da perseguição aos cristãos nos tempos recentes é perpetrada por atores não estatais, incluindo os grupos islamistas Boko Haram na Nigéria, o movimento houthis no Iêmen, o Estado Islâmico de Coraçone no Paquistão, o Al-Shabaab na Somália, os Talibã no Afeganistão, o Estado Islâmico do Iraque e do Levante e também o Exército Unido do Estado Wa e participantes no Conflito Kachin em Mianmar.

## Perseguições na Idade Antiga

### Perseguições narradas no Novo Testamento
De acordo com o Novo Testamento, a crucificação de Jesus foi autorizada por autoridades romanas e executada por soldados romanos. Há também o registro de que Paulo de Tarso, em suas viagens missionárias, foi várias vezes preso por autoridades romanas.
O texto do Novo Testamento não relata o que aconteceu com Paulo, mas a tradição cristã afirma ter sido ele decapitado em Roma, sob o imperador Nero no ano de 54.

#### Perseguição judaica
O Novo Testamento informa que os cristãos primitivos sofreram perseguição nas mãos das lideranças judaicas de seu tempo, começando pelo próprio Jesus.
Os primeiros cristãos nasceram e se desenvolveram sob o judaísmo, na medida em que o cristianismo começou como uma seita do judaísmo. As primeiras perseguições judaicas aos cristãos devem ser entendidas, então, como um conflito sectário – judeus perseguindo judeus por causa da heterodoxia. Várias outras seitas judaicas da época, no entanto, como os essênios, foram tão heterodoxas quanto a seita cristã.
De acordo com os textos do Novo Testamento, a perseguição aos seguidores de Jesus continuou após a sua morte. O primeiro mártir do cristianismo foi Estêvão (Atos 7). Os apóstolos Pedro e João foram presos por lideranças judaicas, incluindo o sumo-sacerdote Anás, que os libertou mais tarde (Atos 4:1–21). Numa outra ocasião, todos os apóstolos foram presos pelo sumo-sacerdote e outros saduceus, mas, segundo o relato neotestamentário, teriam sido libertados por um anjo (Atos 5:17–18). Após escaparem, os apóstolos foram novamente capturados pelo Sinédrio, mas, desta vez, Gamaliel – um fariseu bem conhecido da literatura rabínica – convenceu o conselho a libertá-los.

### Perseguição sob o Império Romano

#### Perseguição sob Nero, 54-68

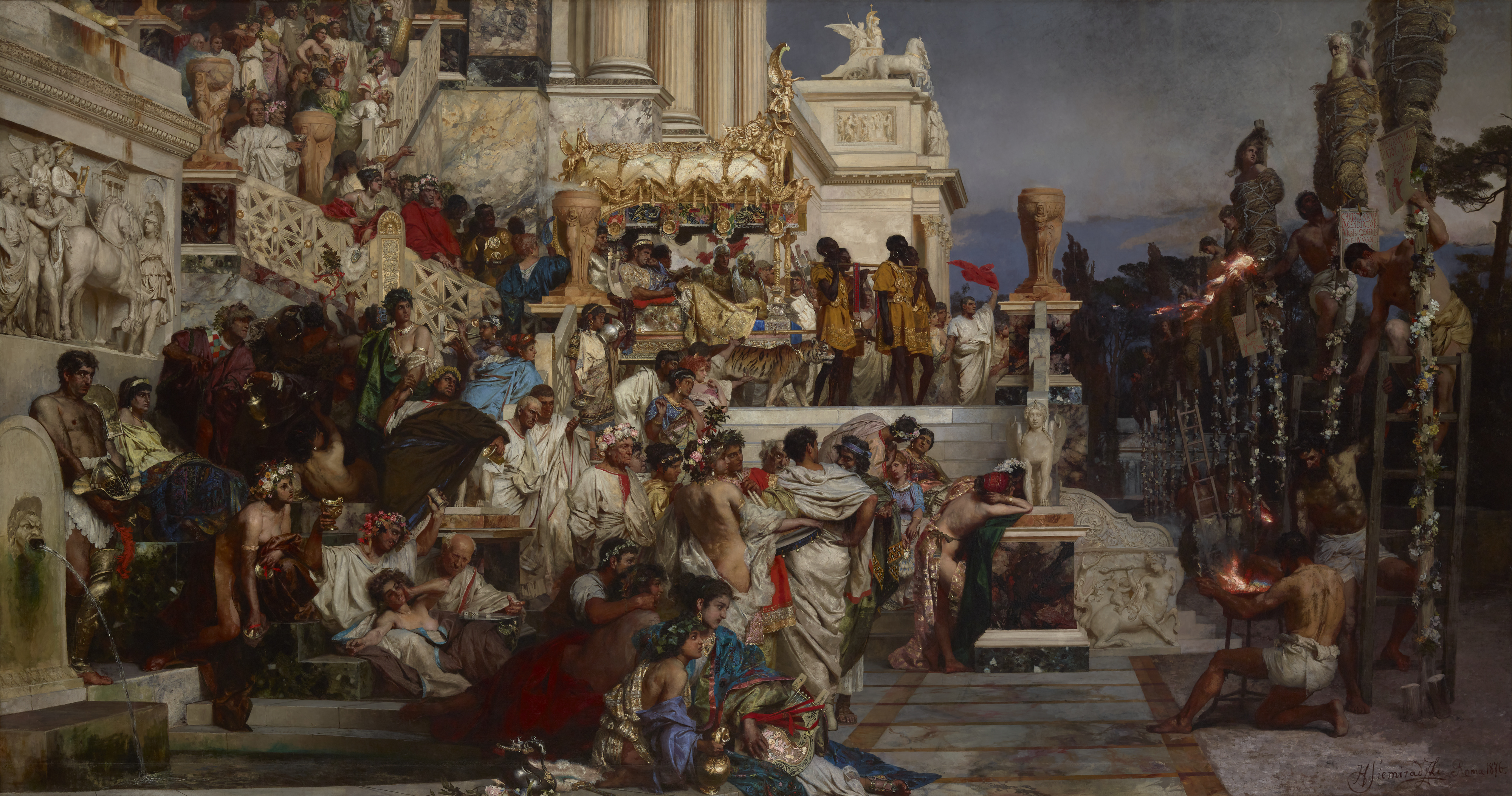
Cristãos sendo usados como tochas humanas, na perseguição sob Nero, por Henryk Siemiradzki, Museu Nacional, Cracóvia, Polônia, 1876.

O primeiro caso documentado de perseguição aos cristãos pelo Império Romano direciona-se a Nero. Em 64, houve o grande incêndio de Roma, destruindo grandes partes da cidade e devastando economicamente a população romana. Nero, cuja sanidade já há muito tempo havia sido posta em questão, era o suspeito de ter intencionalmente ateado fogo. Em seus Anais, Tácito afirma que:
| “ | Para se ver livre do boato, Nero prendeu os culpados e infligiu as mais requintadas torturas em uma classe odiada por suas abominações, chamada cristãos pelo populacho | ” |

Ao associar os cristãos ao terrível incêndio, Nero aumentou ainda mais a suspeita pública já existente e, pode-se dizer, exacerbou as hostilidades contra eles por todo o Império Romano. As formas de execução utilizadas pelos romanos incluíam crucificação e lançamento de cristãos para serem devorados por leões e outras feras selvagens.
Os Annales de Tácito informam:
| “ | ... uma grande multidão foi condenada não apenas pelo crime de incêndio mas por ódio contra a raça humana. E, em suas mortes, eles foram feitos objetos de esporte, pois foram amarrados nos esconderijos de bestas selvagens e feitos em pedaços por cães, ou cravados em cruzes, ou incendiados, e, ao fim do dia, eram queimados para servirem de luz noturna. | ” |

#### Perseguição
Em meados do século II, não era difícil encontrar grupos tentando apedrejar os cristãos, incentivados, muitas vezes, por religiões rivais. A perseguição em Lyon (ver: Ireneu de Lyon) foi precedida por uma turba violenta que pilhava e apedrejava casas cristãs. Luciano de Samósata fala-nos de um elaborado e bem-sucedido embuste perpetrado por um suposto profeta de Esculápio, no Ponto, fazendo uso de uma cobra domesticada. Quando os rumores estavam por desmascarar sua fraude, o espirituoso ensaísta nos informa, sarcasticamente:
| “ | ...ele promulgou um edito com o objetivo de assusta-los, dizendo que o Ponto estava cheio de ateus e cristãos que tinham a audácia de pronunciar os mais vis perjúrios sobre ele; a estes, ele os expulsaria com pedras, se quisessem ter seu deus gracioso. | ” |
|   | — Luciano de Samósata. |   |

As perseguições estatais seguintes foram inconstantes até o século III, apesar do Apologeticum de Tertuliano (197) ter sido escrito ostensivamente em defesa de cristãos perseguidos e dirigido aos governantes romanos.
A primeira perseguição que envolveu todo o território imperial aconteceu sob o governo de Maximino Trácio, apesar do fato de que apenas o clero tenha sido visado. Foi somente sob Décio, em meados do segundo século, que a perseguição generalizada – tanto ao clero quanto aos leigos – tomou lugar em toda a extensão do Império. Gregório de Tours trata deste tema em sua História dos Francos, escrita no final do século VI:
| “ | Sob o imperador Décio, muitas perseguições se levantaram contra o nome de Cristo, e houve tamanha carnificina de fiéis que eles não podiam ser contados. Bábilas de Antioquia, com seus três filhos pequenos, Urbano, Prilidan e Epolon, e Sisto, bispo de Roma, Lourenço de Huesca, um arquidiácono, e Hipólito de Roma tornaram-se perfeitos pelo martírio porque confessaram o nome do Senhor. | ” |
|   | — Gregório de Tours. |   |

Apesar de confundir as épocas de perseguição (pois menciona, ao mesmo tempo, personagens que foram martirizados sob Maximino, Valeriano e Décio), o testemunho de Gregório mostra o quanto o tema da perseguição marcou o imaginário da Igreja nos primeiros séculos.

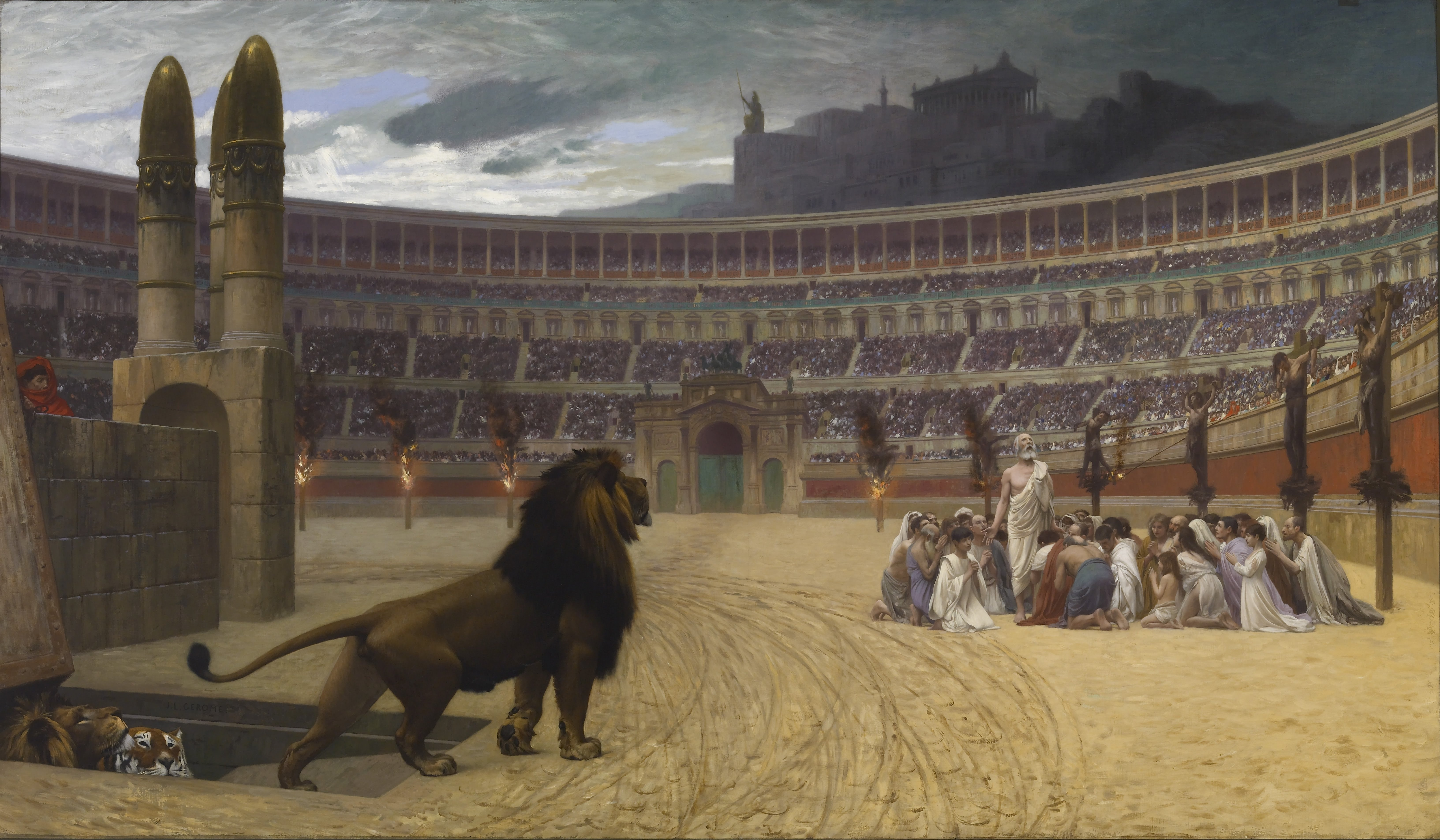
A última prece dos mártires cristãos, de Jean-Léon Gérôme (1883).

#### Sob Diocleciano
O clímax da perseguição se deu sob o governo de Diocleciano e Galério, no final do século II e início do século IV. Esta é considerada a maior de todas as perseguições. Iniciando com uma série de quatro editos proibindo certas práticas cristãs e uma ordem de prisão do clero, a perseguição se intensificou até que se ordenasse a todos os cristãos do império que sacrificassem aos deuses imperiais (ver: religião na Roma Antiga), sob a pena de execução, caso se recusassem. No entanto, apesar do zelo com que Diocleciano perseguiu os cristãos na parte oriental do Império, seus co-imperadores do lado ocidental não seguiram estritamente seus éditos, o que explica que cristãos da Gália, da Hispânia e da Britânia praticamente não tenham sido molestados.

#### Últimas perseguições e legalização
No início do quarto século, em 310, o imperador Geta mandou perseguir os cristãos, torturá-los e puni-los com morte.
A perseguição continuou até que Constantino I chegasse ao poder e, em 313, legalizasse a religião cristã por meio do Édito de Milão, iniciando-se a Paz na Igreja. Entretanto, foi somente com Teodósio I, no final do século quarto, que o cristianismo se tornaria a religião oficial do Império.
Edward Gibbon, em seu A História do Declínio e Queda do Império Romano, estima que o número de mortos nesta última perseguição tenha chegado a mil e quinhentos, "num sacrifício anual de 190 mártires".

### Perseguição fora do Império Romano (até o séc. V)

#### Entre os persas
Em virtude das hostilidades entre o Império Romano e o Império Sassânida, os cristãos acabaram por ser perseguidos pelos persas a partir do ano 337, por serem tidos como traidores amigos de uma Roma cada vez mais cristianizada. Em 341, Sapor II ordenou o massacre de todos os cristãos na Pérsia.

#### Entre os godos
Nos séculos III e IV, missionários cristãos (especialmente ulfilas) levaram muitos godos à conversão ao cristianismo ariano. Isto provocou uma reação em favor da religião gótica. Assim, o rei gótico Atanarico iniciou uma política de perseguição aos cristãos, levando muitos deles à morte.

## Perseguição na Idade Média

### Arábia pré-islâmica
No século VI Dhu Nwas, rei judeu do Himiar (no Iêmen), moveu um massacre contra os cristãos da península Arábica em 518 (ou 523) d.C., destruindo as cidades cristãs de Zafar e Najaran e queimando suas igrejas e matando quem não renunciasse ao cristianismo.
O evento diminuiu consideravelmente a população cristã na região, perecendo talvez 20 mil pessoas e foi lembrada na época de Maomé, sendo referida no Alcorão (al-Buruj:4).

## Perseguição na Idade Contemporânea
No século XXI, a perseguição aos cristãos tem crescido a tal ponto que em 2016 morria em média 1 cristão a cada 6 minutos no mundo. Em países como Síria, desde o inverno árabe, cidades inteiras de cristãos são aniquiladas, ora por grupos seculares, ora por fundamentalistas islâmicos, em atentados com cada vez mais envergadura, e em consequência disso os cristãos da região tem se militarizado por conta própria.

### Perseguição no mundo muçulmano
Entidades como a Religious Freedom Coalition auxiliam cristãos perseguidos em países islâmicos. Seu presidente, William Joseph Murray, publica relatórios regulares sobre a situação dos cristãos nestes países. De acordo com um relatório da organização internacional de caridade católica Aid to the Church in Need, a limpeza étnica religiosa dos cristãos é tão grave que eles devem desaparecer completamente de partes do Oriente Médio dentro de uma década.
De acordo com uma lista da Open Doors USA (Portas abertas), nove dos dez principais países onde ocorreu perseguição de cristãos em 2014 são nações maioritariamente muçulmanas, que incluem Somália, Síria, Iraque, Afeganistão, Arábia Saudita, Maldivas, Paquistão, Irã e Iémen.  No mesmo ano, Meriam Ibrahim, uma cristã sudanesa, foi condenada à morte por apostasia, porque o governo do Sudão classificou-a como muçulmana, apesar de ter sido criada como cristã. Asia Bibi, uma mulher cristã paquistanesa, foi condenada em 2010 à morte  sob acusação de blasfémia, e até 2018 a pena continuava suspensa, após sucessivos adiamentos. Qamar David, um cristão paquistanês, foi condenado por blasfémia em 2010, acabando por morrer na prisão em Karachi em 15 de março de 2011 em circunstâncias que levantaram suspeitas. Rimsha Masih, uma cristã paquistanesa, foi acusada falsamente de queimar páginas do Alcorão, e apesar de absolvida, teve de procurar refúgio no Canadá.

### Perseguições no Império Otomano
As relações entre muçulmanos e cristãos no Império Otomano durante a era moderna foram moldadas em grande parte por dinâmicas mais amplas relacionadas à atividade colonial e neocolonial europeia na região, dinâmicas que frequentemente (embora nem sempre) geravam tensões entre os dois. Muitas vezes, a crescente influência européia na região durante o século XIX pareceu desproporcionalmente beneficiar os cristãos, produzindo ressentimento por parte de muitos muçulmanos, e também a suspeita de que os cristãos estavam em conluio com as potências europeias para enfraquecer o mundo islâmico. Outras relações exacerbadoras foram o fato de que os cristãos pareciam se beneficiar desproporcionalmente dos esforços de reformas (um dos aspectos geralmente procurou elevar o status político dos não muçulmanos), assim como os vários levantes nacionalistas cristãos nos territórios europeus do império, que frequentemente tinham o apoio das potências europeias.
Desde a época da Grande Guerra Turca (1683-1699), as relações entre muçulmanos e cristãos nas províncias europeias do Império Otomano se radicalizaram, assumindo gradualmente formas mais extremas e resultando em chamados ocasionais de alguns líderes religiosos muçulmanos para expulsão ou extermínio dos cristãos locais e também dos judeus. Como resultado da opressão turca, a destruição das igrejas e dos mosteiros e a violência contra a população civil não muçulmana, os cristãos sérvios e seus líderes da igreja liderados pelo Patriarca sérvio Arsenije III se uniram aos austríacos em 1689 e novamente em 1737 sob o patriarca sérvio Arsenije IV. Nas seguintes campanhas punitivas, as forças turcas realizaram atrocidades sistemáticas contra a população cristã nas regiões sérvias, resultando nas grandes migrações sérvias.
Perseguições semelhantes e migrações forçadas de populações cristãs foram induzidas pelas forças turcas durante os séculos XVIII e XIX nas províncias europeias e asiáticas do Império Otomano. Em 1842, os cristãos assírios que viviam nas montanhas de Hakkâri, no sudeste da Anatólia, enfrentaram um enorme ataque sem provocação de forças otomanas regulares e curdas não regulares, que resultou na morte de dezenas de milhares de cristãos assírios desarmados.
Durante a revolta búlgara de 1876 e a guerra russo-turca de 1877–1878, a perseguição da população cristã búlgara foi conduzida por soldados turcos que massacraram civis, principalmente em Panagjurište, Peruštica, Bracigovo e Batak. Durante a guerra, cidades inteiras, incluindo Stara Zagora, foram destruídas e a maioria de seus habitantes foram massacrados, sendo o resto expulso ou escravizado. As atrocidades incluíram empalar e queimar pessoas vivas. Ataques semelhantes foram realizados por tropas turcas contra cristãos sérvios durante a Guerra Sérvio-Otomana (1876–1878).
Um grande massacre de comunidades cristãs assírias e armênias no Império Otomano ocorreu entre 1894 e 1897 e foi cometido por tropas turcas e seus apoiantes curdos durante o governo do sultão Abdulamide II (Massacres hamidianos). Os motivos para esses massacres foram uma tentativa de reafirmar o pan-islamismo no Império Otomano, o ressentimento da riqueza comparativa das antigas comunidades cristãs nativas e o medo de que estas tentassem se separar do decadente Império Otomano. Assírios e armênios foram massacrados em Diarbaquir, Hasankeyf, Sivas e outras partes da Anatólia e do norte da Mesopotâmia, pelo sultão Abdulamide II. Esses ataques causaram a morte de dezenas de milhares de assírios e armênios e a "otomanização" forçada dos habitantes de 245 aldeias. As tropas turcas saquearam os assentamentos restantes que foram tomados e ocupados pelos curdos muçulmanos. Mulheres e crianças cristãs desarmadas foram estupradas, torturadas e assassinadas.
O governo dos Jovens Turcos do Império Otomano, em colapso em 1915, perseguiu populações cristãs orientais na Anatólia, Pérsia, norte da Mesopotâmia e Levante. O ataque do exército otomano, que incluiu forças não regulares curdas, árabes e circassianas, resultou em um número estimado de 3,4 milhões de mortos, divididos entre cerca de 1,5 milhões de cristãos armênios, 0,75 milhões de cristãos assírios, 0,90 milhões de cristãos ortodoxos gregos e 0,25 milhões de cristãos maronitas; grupos de cristãos georgianos também foram mortos. A enorme limpeza etno-religiosa expulsou do império ou matou os armênios e os búlgaros que não se converteram ao islamismo. O genocídio levou à devastação de antigas populações cristãs nativas que existiram na região há milhares de anos.

### Perseguição na Alemanha Nazista
O plano de Hitler para a germanização no leste não via espaço a igrejas cristãs. Tanto igrejas protestantes, quanto igrejas católicas sofreram privações no regime nazista, que, como ideologia totalitária, não poderia permitir um estabelecimento autônomo se o governo não a legitimasse. Neste contexto, destacam-se a perseguição às Testemunhas de Jeová e a perseguição de católicos, principalmente nas regiões da Polônia invadidas pela Alemanha.

#### Perseguição às Testemunhas de Jeová
A perseguição às Testemunhas de Jeová, mesmo em países considerados democráticos, tem tomado muitas formas distintas, desde a intolerância na família, na escola, no emprego e na sociedade em geral. Entre 1933 e 1945, as Testemunhas de Jeová sob alçada da Alemanha Nazista foram perseguidas e sujeitas a prisão e exterminação em campos de concentração. Fado que partilharam, como comunidade étnica ou religiosa, com judeus, ciganos e homossexuais.

#### Perseguição à Igreja Católica

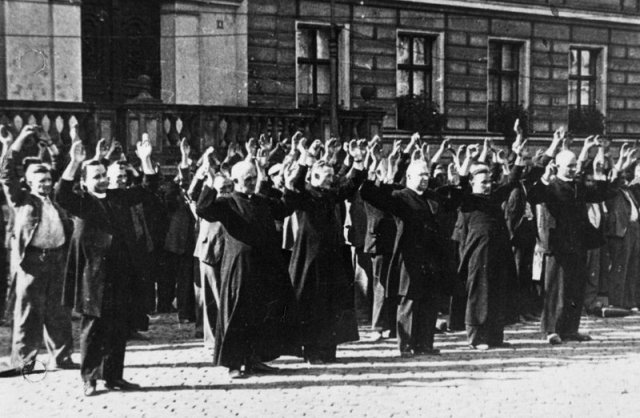
Execução pública de clérigos poloneses e cidadãos no Bydgoszcz's Old Market Square, 9 de setembro de 1939. A Igreja Católica polonesa foi duramente perseguida sob o jugo dos nazistas

Hitler eliminou rapidamente o catolicismo político, e milhares de pessoas foram presas. Em 1940, um quartel de clérigos foram enviados pelos nazistas ao Campo de Concentração de Dachau. De um total de 2 720 clérigos enviados ao campo de Dachau, a grande maioria, por volta de 2579 (ou 94,88%) eram católicos – cerca de quase 400 padres alemães. Os colégios católicos na Alemanha foram eliminados em 1939 e a imprensa católica em 1941. Com a expansão da guerra no Leste em 1941, também veio o aumento dos ataques à Igreja na Alemanha. Monastérios e conventos foram fechados e começou a expropriação dos bens da igreja. Os mais afetados foram especialmente os jesuítas. Bispos alemães acusaram o Reich de uma "opressão injusta e odiosa contra Cristo e a sua Igreja".
Nas áreas polonesas invadidas pela Alemanha uma perseguição severa foi lançada em 1939. Nelas, os nazistas desmantelaram sistematicamente a Igreja – prendendo lideranças, exilando clérigos, fechando igrejas, monastérios e conventos. Muitos clérigos foram assassinados. Pelo menos 1811 sacerdotes poloneses morreram em campos de concentração nazistas. O plano de germanização do Leste de Hitler não via espaço a Igrejas cristãs. A Igreja também foi tratada duramente em outras regiões anexadas, como a Áustria sob o Gauleiter de Vienna, Odilo Globocnik, que confiscou propriedades, fechou organizações católicas e enviou muitos padres para Dachau. Nas terras tchecas ordens religiosas eram suprimidas, escolas fechadas, instrução religiosa proibida e padres enviados à campos de concentração.

### Perseguição em estados ateus

#### União Soviética
Ao longo da história da União Soviética (1922-1991), as autoridades daquele país suprimiram e perseguiram, em diferentes graus, várias formas de cristianismo,[carece de fontes?] dependendo do período particular.
A política marxista-leninista soviética defendia consistentemente o controle, supressão e a eliminação de crenças religiosas,[carece de fontes?] e encorajou ativamente o ateísmo durante a existência da União Soviética.

### Perseguição hindu aos cristãos da Índia

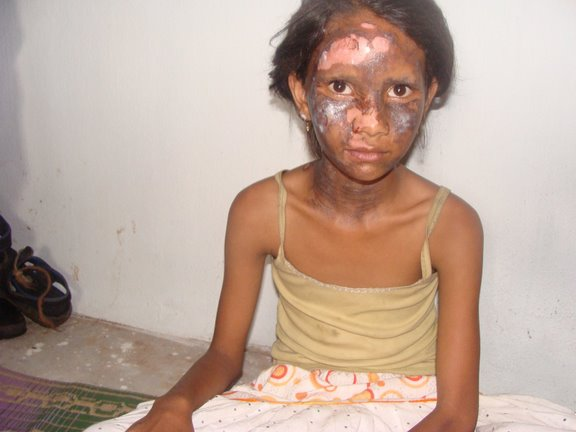
Uma menina cristã que foi queimada durante violência religiosa em Orissa

Na Índia, há um aumento da violência perpetrada por nacionalistas hindus contra cristãos, reproduzindo os princípios que assentam os conflitos religiosos: duas crenças distintas. o aumento da violência anticristã na Índia tem uma relação direta com a ascendência do Partido Bharatiya Janata (BJP). Incidentes de violência contra os cristãos têm ocorrido em muitas partes da Índia. É especialmente prevalente nos estados de Gujarat, Maharashtra, Uttar Pradesh, Madhya Pradesh e Nova Deli. O Vishva Hindu Parishad (VHP), o Bajrang Dal, e os Rashtriya Swayamsevak Sangh (RSS) são as organizações mais responsáveis pela violência contra os cristãos. Essas organizações, muitas vezes referidas coletivamente sob o nome de sua organização encoberta, o Sangh Parivar e meios de comunicação locais estaiveram envolvidos na promoção de propaganda anticristã em Gujarat. O Sangh Parivar e organizações relacionadas afirmaram que a violência é uma expressão de "raiva espontânea" de "vanvasis" contra "conversões forçadas" através de atividades realizadas pelos missionários. Estas alegações foram contestadas pelos cristãos, que as descrevem como uma crença mítica e propaganda da parte de Sangh Parivar; tanto mais, que, segundo os cristãos, para Sangh Parivar, todas as conversões são uma "ameaça à unidade nacional".

### Perseguição muçulmana aos cristãos da Índia
Cristãos na Índia têm sido frequentemente submetidos à intolerância, assédio, intimidação e ataques por muçulmanos.  Em Jammu e Caxemira, um cristão convertido e missionário, Bashir Tantray, foi morto, em pleno dia, alegadamente por militantes islâmicos em 2006. Sajan George, presidente do Conselho Global de Cristãos Indianos (GCIC) afirmaː "A intolerância anti-cristã em Jammu e Caxemira está a atingir  proporções alarmantes"
Em 2011, o rev. Chander Mani Khanna, pastor da Igreja Anglicana, foi preso por ter batizado sete muçulmanos, sob acusações de  proselitismo e conversões forçadas. O pastor foi mantido sob custódia policial por dez dias na delegacia de Kothi Bagh (Srinagar), sob os art. 153A (pessoas que promovem desarmonia, inimizade ou ódio com base em religião, raça, residência, idioma ou casta) e 295A (pessoas que ofendem os sentimentos religiosos de qualquer classe, com atos deliberados e maliciosos). Ele foi preso depois de uma queixa feita pelo Grande Mufti da Caxemira, que o convocou perante um tribunal islâmico depois de ver um vídeo de batismos no YouTube.